# شینگلوختیهورن
شینگلوختیهورن (به لاتین: Tschingellochtighorn) یک کوه در سوئیس است که در کانتون برن واقع شده‌است. شینگلوختیهورن ۲٬۷۳۵ متر بالاتر از سطح دریا واقع شده‌است.